# Eratigena talassemtane
Espèce
Eratigena talassemtane est une espèce d'araignées aranéomorphes de la famille des Agelenidae.

## Distribution
Cette espèce est endémique de la région Tanger-Tétouan-Al Hoceïma au Maroc,. Elle se rencontre dans la province de Chefchaouen dans le parc national de Talassemtane à Bab Taza dans la grotte Kef Toghobeit.

## Description
Le mâle holotype mesure 8,9 mm.

## Systématique et taxinomie
Cette espèce a été décrite par Lecigne et Bosmans en 2023.

## Étymologie
Son nom d'espèce lui a été donné en référence au lieu de sa découverte, le parc national de Talassemtane.

## Publication originale
- Lecigne, Moutaouakil & Lips, 2023 : « Contribution to the knowledge of the spider fauna of Morocco (Arachnida: Araneae) – first note – on new records of cave spiders. » Arachnologische Mitteilungen, vol. 66, p. 44-71.